# 옐로스톤 칼데라
옐로스톤 칼데라(영어: Yellowstone Caldera)는 옐로스톤 고원 화산지대(영어: Yellowstone Plateau Volcanic Field)라고도 불리는 지역으로 미국 와이오밍주, 아이다호주, 몬태나주 일부에 걸쳐 있는 제4기 칼데라 복합체이자 화산 고원이다. 이 지역은 옐로스톤 열점의 활동으로 형성되었으며, 대부분 옐로스톤 국립공원 내에 있다. 이 화산지대는 겹쳐진 네 개의 칼데라, 여러 개의 종상 화산, 융기돔, 분화구 호수, 그리고 원래 약 17,000 km2 (6,600 mi2)을 덮었던 현무암 및 유문암질 조성의 수많은 양식 용암 및 응회암으로 이루어져 있다.
화산 활동은 215만 년 전에 시작되어 세 번의 주요 화산 분화 주기를 거쳤다. 각 주기는 대규모 이그님브라이트 분출, 대륙 규모의 화산재 낙하, 칼데라 함몰이 있으며, 그 이전과 이후에는 소규모 용암류와 응회암 분출이 있었다. 첫 번째이자 가장 큰 주기는 약 208만 년 전의 허클베리능선 응회암 분출로, 아일랜드파크 칼데라를 형성했다. 가장 최근의 초화산 분출은 약 63만 년 전이었으며, 이는 라바크릭 응회암을 생성하고 현재의 옐로스톤 칼데라를 만들었다. 칼데라 형성 이후의 분출은 현무암류, 유문암 돔 및 용암류, 그리고 소규모 폭발성 퇴적물을 포함했으며, 마지막 마그마성 분출은 약 7만 년 전이었다. 홀로세 시기 대규모 열수성 폭발도 발생했다.
2004년부터 2009년까지 이 지역은 새로운 마그마 주입으로 인한 현저한 융기가 발생했다. 2005년 BBC와 디스커버리 채널이 제작한 다큐드라마 《슈퍼 볼케이노》는 미래의 재앙적인 분출 가능성에 대한 대중의 관심을 높였다. 옐로스톤 화산 관측소는 화산 활동을 모니터링하며 즉각적인 분출 가능성은 없다고 본다. 마그마 저장소의 영상 분석 결과, 옐로스톤 지하에 상당량의 부분 용융물이 존재하지만 현재 분출 가능성은 없는 것으로 나타났다.

## 지질
옐로스톤 고원 화산지대는 스네이크강 평원의 동쪽 끝에 있으며, 후기 백악기에 형성된 라라마이드 조산대의 연속성을 방해한다. 약 5300만 년 전부터 4300만 년 전까지 이 지역은 총 부피가 29,000 km3 (7,000 cu mi)을 초과하는 상당한 안산암질 화산 활동을 겪었으며, 압사로카 화산대군을 형성했다. 워시번산 및 이글봉과 같은 주요 봉우리들은 이러한 초기 성층 화산이 침식된 잔해이다. 옐로스톤 고원이 형성되기 전에는 티턴 산맥과 매디슨 산맥이 구조적으로 연속적이었고, 레드 산맥과 갤러틴 산맥도 마찬가지였을 것으로 추정된다.
현재 옐로스톤 화산 활동은 라라마이드 지각 운동이나 압사로카 화산 지대의 연속이 아니다. 오히려 스네이크강 평원을 따라 최소 1600만 년 전의 맥더밋 칼데라 복합체까지 이어지는 유문암질 복합체의 선형 시대 진행에서 가장 최근 부분이다. 이러한 오래된 분출 중심지에서는 대규모 유문암질 응회암 초화산 분출이 발생했다. 그중 하나는 남부 아이다호주의 브루노-자비지 화산지대에서 분출한 1210만 년 전의 아이벡스 홀로우 응회암으로, 네브래스카의 포유류 무리를 화산재 아래에 묻었다. 이 열점 경로의 일부로 제안된 더 오래된 화산 활동으로는 5600만 년 전의 실레치아 해양 고원과 7000만 년 전의 카맥스 그룹이 있다.
화산 활동이 동북쪽으로 진행되는 원인에 대해서는 논쟁이 있다. 일부 모델은 섭입하는 패럴론판의 전단의 영향으로 맨틀이 위로 밀려나는 것과 같은 상부 맨틀 과정만을 주장한다. 또는 슬래브 후퇴, 전파하는 열개지, 혹은 대륙-해양 경계에서 열층 두께의 급격한 변화로 인한 맨틀 대류 등을 들기도 한다. 제안된 하부 맨틀 기원설은 섭입하는 패럴론판의 파편이 660 km 불연속면을 관통하여 하부 맨틀을 밀어 올리고, 미국 서부 지하의 물이 풍부한 전이대 용융을 촉발했다는 것이다. 대안 가설로 핵-맨틀 경계에 뿌리를 둔 장기간 지속된 맨틀 플룸이 제안되었다. 이 플룸은 컬럼비아강 현무암군을 분출시켰고 현재 옐로스톤 열점을 공급하고 있다. 지진 단층촬영은 가장 깊은 맨틀에서 옐로스톤 바로 아래까지 뻗어 있는 350 km 너비의 원통형 열 이상을 드러내어 맨틀 플룸 기원을 지지한다. 이 모델에서 북아메리카 판은 상대적으로 정지된 플룸 위로 연간 약 2.2 cm의 속도로 남서쪽으로 이동하며, 관찰된 분출 중심의 연령 진행을 생성한다.

### 칼데라 구조
첫 번째 주기 칼데라의 북쪽과 동쪽 범위는 매몰로 인해 알 수 없지만, 아마도 중앙 고원의 동쪽으로 세 번째 주기 칼데라까지 확장되었을 것으로 보인다. 레드 산맥의 허클베리능선 응회암은 아일랜드파크 칼데라의 두꺼운 내부 충전물로 해석되며, 화산 고원의 남서쪽 가장자리에 있는 빅벤드 능선은 그 칼데라 벽의 일부로 추정된다. 스네이크강과 글레이드 크릭을 따라 티턴 산맥의 북쪽 끝과 허클베리 능선을 경계로 하는 단층 또한 아일랜드 파크 환상단층의 일부로 생각된다. 첫 번째 주기 칼데라의 어떤 부분이 융기되었는지는 알려져 있지 않다.
두 번째 주기 칼데라는 헨리 포크 칼데라로 알려져 있다. 화산 고원의 북서쪽 가장자리에 있는 서먼 능선은 그 북쪽 칼데라 벽으로 추정된다. 빅 벤드 능선을 따라 있는 단층은 재활성화되어 두 번째 주기 칼데라 형성 중에 다시 함몰되었다. 현무암류가 그 남쪽과 동쪽 경계를 덮고 있지만, 양의 중력 이상은 지름이 약 19 km인 원형 칼데라를 나타내며, 그 남쪽 경계는 아일랜드 파크 분지의 중앙에 있다.
로버트 L. 크리스티안센은 옐로스톤 칼데라가 융기된 말라드 호수 돔과 사워 크릭 돔을 중심으로 하는 두 개의 부분적으로 겹치는 환상 단층 지대로 구성된 복합 칼데라라고 추정했다. 남서쪽 경계는 칼데라 후기 유문암 매몰로 인해 불확실하지만, 그는 퍼플산의 남쪽 측면과 워시번 산맥이 압사로카 산맥의 서쪽 측면과 함께 칼데라의 북쪽 및 동쪽 경계를 표시한다고 제안했다. 루이스 폭포, 레이크 버트, 옐로스톤 호수의 플랫 산맥 팔도 옐로스톤 칼데라 가장자리의 일부이다. 그러나 주장된 사워 크릭 환상 단층 지대와 동쪽 칼데라 경계의 위치는 이의가 제기되었다. 최근의 현장 지질 조사 결과, 동쪽 환상단층은 사워 크릭 돔의 서쪽에 위치하며, 옐로스톤강을 밀접하게 따른다.
옐로스톤호의 가장 서쪽 부분은 타원형의 6×8 km 크기의 웨스트 섬 분지로, 호수에서 가장 깊은 지역 중 하나를 포함한다. 이는 세 번째 주기 칼데라 후기 폭발 분출로 형성된 네 번째 칼데라로 해석된다.

## 분화사
약 215만 년 전부터 7만 년 전까지 세 번의 화산 주기 동안 총 6,500 km3 (1,600 cu mi)의 유문암과 250 km3 (60 cu mi)의 현무암이 퇴적되었다. 각 주기는 대략 75만 년 지속되었다. 각 주기의 사건 순서는 유사하다. 즉, 칼데라 경계 근처에서 유문암 용암과 응회암 분출 및 현무암 분출이 선행되고 뒤따르는 재앙적인 유문암질 화쇄류 사태와 칼데라 함몰이 발생했다. 화쇄류 사태는 옐로스톤 고원 전체 화산량의 절반 이상을 차지한다.

### 첫 번째 주기

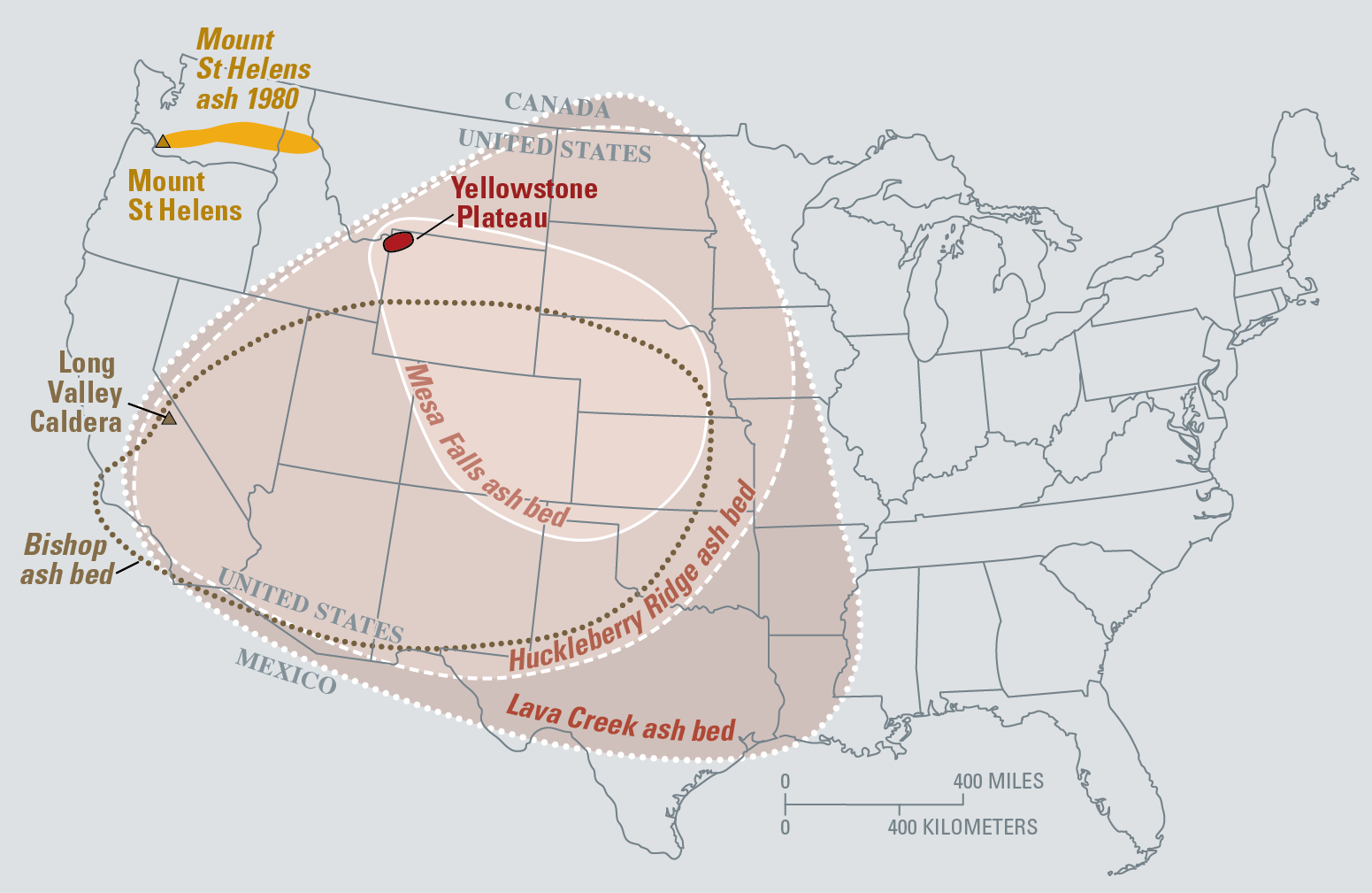
미국 남서부 주요 플라이스토세 분출의 알려진 화산재 낙하 경계 지도. 화산 위험 프로그램 제공

첫 번째 주기는 약 215만 년 전부터 195만 년 전까지 약 20만 년 동안 지속되었다. 알려진 유일한 함몰 이전의 유문암 단위는 애슈턴 바로 북쪽에 위치한 스네이크강 버트의 유문암으로, 2.1398±0.0035 million years로 연대가 측정되었다. 이는 칼데라를 형성한 허클베리 능선 응회암보다 약 6~7만 년 전이다. 그 분출구는 최종적으로 첫 번째 주기 칼데라 경계 근처인 빅 벤드 브리지 근처에 있다. 추가적인 유문암류가 초기 환상 단층을 따라 분출했을 수 있지만, 함몰 이전의 유문암 역사는 대략 7만 년을 넘지 않을 가능성이 높다. 또 다른 함몰 이전 단위는 고원 북동쪽 경계에 있는 두께 60~70 m의 정션 버트 현무암으로, 2.16±0.04 million years로 연대가 측정되었다. 매달린 절벽 현무암은 이 현무암질 용암류가 굳어 생겼다.
첫 번째 주기 칼데라 형성 사건은 약 2.0773±0.0034 million years 전 과도기 지자기 극성 동안의 허클베리 능선 응회암 분출이었다. 분출한 화산 생성물의 두께는 레드 산맥 지역에서 1 km를 넘는다. 초기 플리니식 단계에서는 에버츠산에 최대 2.5 m의 낙하 화산재가 퇴적되었고, 이후 화쇄류 응회암으로 전환되었다. 초기 플리니식 활동은 간헐적이었고 여러 분출구에서 비롯되었으며, 아마 몇 주 동안 지속되었고 네 개의 마그마체에서 약 50 km3 (12 cu mi)의 마그마를 배출하여, 화쇄류로의 전환 시작과 함께 칼데라 함몰을 촉발했다.
화쇄류 응회암은 세 개의 간헐적인 구성원으로 이루어진 복합체이며, 총 마그마량은 약 2,450 km3 (590 cu mi)이다. 구성원 A는 고원의 중앙 지역에서 분출되었고 아홉 개의 마그마체에서 유래했다. 몇 주 이상 휴지기가 지난 후, 가장 많은 양의 구성원 B가 빅 벤드 능선 북쪽에서 분출했다. 또 다시 수년에서 수십 년의 긴 휴지기가 지난 후, 구성원 A 마그마체의 일부가 재활성화되어 구성원 C를 공급했다. 가장 적은 양의 구성원 C는 레드 산맥 근처에 근원지가 있었을 수 있으며, 그곳에서 약 430 m 두께로 발견된다. 구성원 A와 구성원 C의 일부 노두는 구성원 B로 잘못 식별되어 개별 화쇄류 단위의 부피 추정을 복잡하게 만들었다. 글렌 A. 이제트는 북아메리카 전역에 낙하한 화산재가 추가로 2,000 km3 (480 cu mi)에 달한다고 추정했다. 이 분출로 인한 테프라 낙하는 허클베리능선 화산재층 (이전 "Pearlette type B")으로 알려져 있다. 그 면적은 3,400,000 km2 (1,300,000 mi2)을 초과한다.. 화산재층의 흔적 널리 남아있으며, 아일랜드 파크 칼데라에서 약 1,600 km 떨어진 심해 시추 프로젝트 36번지점의 태평양에서도 확인되었으며, 해안 캘리포니아주의 험볼트 및 벤투라 분지에서도 확인되었다. 또한 아이오와주 애프턴 근처, 애리조나주 벤슨, 텍사스주 캄포 그란데 산에서도 발견되었다.
셰리든 저수지 근처의 용암류와 빅 벤드 능선 북쪽 끝의 두 용암류는 첫 번째 주기 화산 활동의 함몰 후 생성된 유문암이다. 2.07±0.19 million years로 연대가 측정된 셰리든 저수지 유문암은 아일랜드 파크 환상 단열구에서 분출했다면, 최소 20 km 길이로 흐르는 용암류가 필요했을 것이다. 그 부피는 10 km3 (2.4 cu mi)를 초과하는 것으로 추정된다. 다른 두 용암류인 블루 크릭류와 그 위를 덮는 헤드쿼터스류는 합쳐서 10–20 km3 (2.4–4.8 cu mi)의 부피를 가지며 각각 1.9811±0.0035 million years와 1.9476±0.0037 million years 전에 분출했다.

### 두 번째 주기
약 50만 년의 정체기 이후, 빅 벤드 능선 북쪽에 새로운 마그마체가 형성되었다. 이 체는 1.4578±0.0016 million years에 비숍 산류를, 1.4502±0.0027 million years에 라일 스프링 응회암을 분출했다. 비숍 산류는 노출된 부피가 약 23 km3 (5.5 cu mi)인 유문암으로, 내부 칼데라 벽을 따라 375 m의 두께에 달한다. 라일 스프링 응회암은 두 개의 냉각 단위로 구성된 1 km3 (0.24 cu mi)의 복합 화쇄류체이다. 이 두 분출은 두 번째 주기 마그마 근원과는 다른, 고도로 진화된 고립된 국부 마그마굄에서 분출한 것으로 보인다. 티파니 A. 리베라 외 (2017) 연구진은 이 두 분출이 두 번째 주기에 할당되어서는 안 되며, 대신 별개의 라일 스프링 마그마체의 활동을 나타낸다고 주장한다. 다음 함몰 이전의 유문암 분출은 빅 벤드 능선 북쪽의 그린 캐니언류로, 지도로 확인된 부피는 약 5 km3 (1.2 cu mi)이며, 1.2989±0.0009 million years로 연대가 측정되었다. 이 흐름의 연대는 뒤따르는 메사 폭포 응회암의 연대와 구별할 수 없지만, 헨리 포크 칼데라 단층이 그린 캐니언류를 잘라내고 있어 두 번째 주기 칼데라 이전에 형성되었음을 나타낸다.
두 번째 주기 칼데라 형성 분출은 1.3001±0.0006 million years로 연대가 측정된 메사 폭포 응회암이었다. 노출된 두께는 서먼 능선에서 150 m을 넘지만, 칼데라 내부에서는 훨씬 더 두꺼울 것으로 예상된다. 초기 플리니식 단계 동안, 애슈턴 지역 주변에 약 5 m의 화산재와 경석이 퇴적되었으며, 대부분의 유리질 화산재는 더 먼 지역으로 퍼져나갔는데 이는 국부 퇴적물의 높은 결정 함량으로 미루어 짐작할 수 있다. 이 공기 낙하물 위에는 결정이 풍부한 1 m의 화산 쇄설성 서지층이 덮여 있다. 이어서 단일 냉각 단위의 화쇄류 응회암이 약 2,700 km2 (1,000 mi2)의 면적을 덮었으며, 추정 부피는 280 km3 (67 cu mi)이다. 메사 폭포 화산재층 (이전 "Pearlette type S")은 이 분출의 원거리 화산재 낙하물로, 네브래스카주 브레이너드와 하팅턴, 그리고 콜로라도주 남부 로키산맥에서 발견된다.
붕괴 후 분출에는 문샤인 산 돔과 아일랜드 파크 유문암으로 통칭되는 다섯 개의 유문암 돔이 포함된다. 문샤인 산 돔은 추정 부피가 2.5 km3 (0.60 cu mi)이며, 1.3017±0.0019 million years에 분출했다. 이 돔의 연대는 메사 폭포 응회암과 구별할 수 없지만, 현장 증거는 헨리 포크 칼데라의 붕괴 이후에 형성되었음을 나타낸다. 이 돔의 마그마 근원은 비숍 산류를 공급했던 동일한 지역일 가능성이 높다. 아일랜드 파크 유문암은 실버 레이크 돔, 오스본 버트 돔, 엘크 버트 돔, 룩아웃 버트 돔, 웜 리버 버트 돔의 다섯 개 지형으로 구성된다. 이 돔의 총 부피는 1–2 km3 (0.24–0.48 cu mi)이다. 이 다섯 돔은 모두 약 1.2905±0.0020 million years에 단일 분출 에피소드 동안 몇 세기 이내에 분출했다. 룩아웃 버트는 빅 벤드 능선 칼데라 벽 가장자리에 있지만, 다른 4개 돔의 분출구는 북서쪽으로 뻗어 있는 구조적으로 제어되는 선형 분출대(길이 약 30 km, 폭 7 km} 이내)를 따라 정렬되어 있다.

### 세 번째 주기
함몰 이전의 세 번째 주기 규산암들은 크게 잭슨산 유문암과 루이스캐년 유문암으로 나뉘는데, 이는 나중에 세 번째 주기 칼데라의 환상 단층 지대가 된 곳을 따라 분출했다.
이 주기에서 가장 오래된 것으로 알려진 용암은 잭슨산 그룹의 와피티 호수 용암류로, 1.2187±0.0158 million years로 연대가 측정되었으며, 옐로스톤 대협곡 근처에 노출되어 있으며 와피티 호수 근처에서 분출했을 가능성이 높다. 또 다른 용암류인 무스 크릭 버트 용암류 (1.1462±0.0022 million years)도 잭슨산 복합체에 속한다. 아일랜드 파크 유문암보다 젊지만, 지구화학적 유사성 때문에 일부 연구자들은 이를 두 번째 주기 붕괴 후 분출로 제안하기도 한다. 브로드 크릭의 알려지지 않은 응회암 단위의 경석은 0.948±0.016 million years에서 1.11±0.02 million years 사이의 연대 범위를 갖는다. 이후 잭슨산 분출에는 플랫 산 유문암 (0.929±0.034 million years)과 할리퀸 호수 용암류 (0.8300±0.0072 million years)가 포함된다. 루이스 캐년 유문암 복합체는 0.8263±0.0184 million years로 연대가 측정된 용암을 포함하지만, 로버트 L. 크리스티안센은 이를 후기 첫 번째 주기 분출일 수 있다고 제안한다. 최근에 발견된 화쇄류 단위는 0.796 million years로 연대가 측정되었다. 폭발적인 분출로 할리퀸 호수 근처에 경석 낙하물이 퇴적되었는데, 이는 마운트 헤인즈 용암 (0.7016±0.0014 million years)에 의해 즉시 덮여 있다. 옐로스톤 분출로 인한 화산재층은 약 0.7 million years 전에 그레이트솔트호에 퇴적되었다. 빅 베어 호수 용암류의 연대는 불확실하지만, 세 번째 주기 칼데라 형성 용암천 응회암 아래에 있다. 추가적인 잭슨산 용암류는 칼데라 내부 지형으로 미루어 보아 옐로스톤 칼데라 내부에 매몰되어 있을 수 있다.
세 번째 주기의 기후성 화쇄류 분출은 0.6260±0.0026 million years로 연대가 측정된 용암천 응회암이었다. 이는 해양 동위원소 단계의 빙하-간빙기 전환기 동안 발생했다. 이 복합 응회암 시트는 최소 두 개의 구성원으로 구성되며, 그들 사이에 널리 발생하는 용접 강도 감소로 구별할 수 있고, 총 화쇄류 부피는 약 1,000 km3 (240 cu mi)이다. 구성원 A는 퍼플산 남쪽에서 분출했을 가능성이 높으며, 그곳에서 가장 두꺼운 430 m 두께에 달하고 최대 두께를 보인다. 퍼플산에서 기븐 캐년까지의 칼데라 벽 부분은 구성원 A가 완전히 식기 전에 함몰되었다. 20~30 cm의 느슨한 결정 화산재 단위가 구성원 A와 구성원 B를 분리하는데, 이는 두꺼운 화쇄류가 냉각될 만큼 충분히 긴 분출 중단을 나타낸다. 3 m 두께의 경석질 화산재 낙하 퇴적물이 구성원 B 아래에 놓여 있으며, 이는 아마 초기 단계를 나타낼 것이다. 구성원 B 화쇄류는 고대 계곡과 더 넓은 고원 부분을 따라 방사상으로 확장된다. 구성원 B의 분출 중심은 구성원 A에 비해 더 동쪽에 있는 것으로 보인다. 그러나 이러한 단순한 분출 순서는 이의가 제기되었다. 추가적인 40 m 화쇄류 단위 (비공식적으로 단위 2라고 명명)가 확인되었으며, 이는 보그 크릭 주변에서 분출했다. 단위 2는 구성원 A가 냉각된 지 수십 년 후에 분출했으며 구성원 A에서 나온 응회암 파편 위에 놓여 있다. 두 개의 추가적인 유문암 화쇄류 단위 (단위 3 및 단위 4)가 스톤탑 산 근처의 분출구에서 분출한 것으로 확인되었으며, 이는 이전에 문서화되지 않은 용암천 응회암의 일부이다. 플래그 랜치의 구성원 B 아래에 있는, 구성원 A에 기인하지 않는 미확인 용접 응회암은 구성원 B의 초기 화산재 낙하 직전에 퇴적되었으며, 초기 용암천 분출의 일부로 간주된다. 용암천 응회암은 단순히 두 개의 이그님브라이트 시트로 구성된 단순한 구조가 아니라, 별개의 마그마체에서 나온 여러 개의 화쇄류 엽으로 구성될 수 있다. 용암천 응회암 분출로 인한 화산재 낙하는 용암천 화산재층 (이전 "Pearlette type O")으로 알려져 있으며, 면적은 3,000,000–4,000,000 km2 (1,200,000–1,500,000 mi2)을 넘는다. 퍼킨스와 내쉬 (2002)는 이 화산재층의 부피가 500 km3 (120 cu mi)보다 크다고 추정했다. 이는 멕시코만에서도 확인되었으며, 리자이나, 벤투라, 아이오와주 바이올라센터에서도 발견되었다.

#### 붕괴 후 유문암
붕괴 후 유문암은 용암천 응회암 직후에 분출했을 가능성이 높다. 지상 붕괴 후 규산암은 총칭하여 고원 유문암(Plateau Rhyolite)이라고 불리며, 주로 용암류로 구성된다. 고원 유문암은 세 가지 칼데라 내부 구성원(어퍼 분지 구성원, 말라드 호수 구성원, 중앙 고원 구성원)과 두 가지 칼데라 외부 구성원(옵시디언 크릭 구성원, 로어링 산 구성원)으로 나뉜다. 각 용암류의 분출구 개방 시 유문암질 경석과 화산재가 분출되었을 가능성이 높다.
가장 초기의 칼데라 내부 유문암인 어퍼 분지 구성원의 이스트 비스킷 분지 용암류는 0.635±0.014 million years로 연대가 측정되었고, 이어서 옐로스톤호에서 미확인 단위의 규장질 암석 파편 (0.6±0.02 million years)과 노스 비스킷 분지 용암류 (0.580±0.040 million years)가 분출했다. 가장 초기의 칼데라 외부 유문암은 로어링 산 구성원의 리버사이드 용암류 (0.5258±0.0033 million years)로, 미들 비스킷 분지 용암류 (0.527±0.028 million years)와 대체로 동시대에 발생했다. 어퍼 분지 구성원의 두 화쇄류 응회암 단위에는 두께 35 m의 엉클 톰스 트레일 응회암과 두께 230 m의 설퍼 크릭 응회암이 포함되며, 후자는 0.479±0.02 million years로 연대가 측정되었다. 설퍼 크릭 응회암은 최소 13 km3 (3.1 cu mi)이다. 이 응회암들은 사워 크릭 돔의 북쪽 측면에 퇴적되었다. 어퍼 분지 구성원의 캐년 용암류는 설퍼 크릭 응회암 직후에 분출했으며, 화쇄류가 퇴적될 당시 여전히 뜨거웠다. 설퍼 크릭 응회암과 캐년 용암류는 모두 펀 호수 근처의 분출구에서 비롯되었다. 두 응회암과 캐년 용암류는 합쳐서 40–70 km3 (9.6–16.8 cu mi)의 마그마 부피를 가진다.
어퍼 분지 구성원의 던래븐 로드 용암류 (0.486±0.042 million years)는 캐년 용암류 위에 놓여 있으며, 칼데라 외부 분출구를 가졌을 수 있다. 로어링 산 구성원의 쿠거 크릭 용암돔은 칼데라 북쪽에서 0.358±0.002 million years 전에 분출했다. 옵시디언 크릭 구성원의 네 가지 추가 용암류(윌로우 파크 돔, 아폴리나리스 스프링 돔, 가드너 강 복합체, 그리즐리 호수 복합체)는 0.326±0.002 million years에서 0.263±0.003 million years 사이에 분출했으며, 노리스 간헐천 분지 근처에서 북쪽으로 매머드 온천 방향으로 뻗어 있다. 어퍼 분지 구성원의 사우스 비스킷 분지 용암류는 0.257±0.009 million years 전에 분출했다. 어퍼 분지 구성원의 스카우프 호수 용암류는 0.244±0.009 million years로 연대가 측정되었으며, 옵시디언 크릭 구성원의 랜드마크 돔은 0.226±0.006 million years이다.
마지막 초화산 분출 이후, 옐로스톤 칼데라 내부와 근처에서는 용암의 비폭발성 분출과 덜 격렬한 폭발성 분출이 발생했다. 가장 최근의 용암류는 약 7만 년 전에 발생했으며, 17만 4천 년 전에는 격렬한 분출로 옐로스톤 호수의 웨스트 섬이 파여 나갔다. 소규모 수증기 폭발도 발생한다. 1만 3,800년 전의 폭발은 옐로스톤 호수 가장자리(칼데라 중앙에 위치)의 메리 베이에 지름 5 km의 분화구를 남겼다. 현재 화산 활동은 유명한 올드 페이스풀 간헐천을 포함하여 지역 곳곳에 흩어져 있는 수많은 지열 분출구를 통해 나타나며, 지표면 융기는 지하 마그마굄의 지속적인 팽창을 나타낸다.

## 위험 요소

### 지진

옐로스톤 국립공원 지역의 지진 발생 빈도 (1973~2014년)

옐로스톤 지역의 화산 및 지각 활동은 매년 1,000~2,000건의 측정 가능한 지진을 유발한다. 대부분은 규모 M3 이하의 비교적 약한 지진이다. 때때로 비교적 짧은 기간 동안 수많은 지진이 감지되는데, 이를 군발지진이라고 한다. 1985년에는 수개월 동안 3,000건 이상의 지진이 측정되었다. 1983년부터 2008년 사이에 70개 이상의 소규모 군발지진이 감지되었다. 미국 지질조사국은 이러한 군발이 마그마나 열수 유체의 움직임보다는 기존 단층의 미끄러짐으로 인해 발생했을 가능성이 높다고 밝힌다.
2008년 12월부터 2009년 1월까지 옐로스톤 호수 북서쪽 끝 아래에서 7일 동안 500건 이상의 지진이 감지되었으며, 가장 큰 규모는 M3.9였다. 또 다른 군발지진은 2010년 아이티 지진 이후이자 2010년 칠레 지진 이전에 2010년 1월에 시작되었다. 2010년 1월 17일부터 2월 1일 사이에 1,620건의 소규모 지진이 발생했으며, 이 군발지진은 옐로스톤 칼데라에서 기록된 것 중 두 번째로 큰 규모였다. 이 중 가장 큰 규모의 지진은 2010년 1월 21일에 발생한 규모 M3.8의 지진이었다. 이 군발은 2월 21일까지 노이즈와 비슷한 수준으로 진정되었다. 2014년 3월 30일 MST 오전 6시 34분, 규모 M4.8의 지진이 옐로스톤을 강타했으며, 이는 1980년 2월 이후 기록된 지진 중 가장 큰 규모였다. 2018년 2월에는 300건 이상의 지진이 발생했으며, 가장 큰 규모는 M2.9였다.

### 화산

옐로스톤 칼데라 도식

64만 년 전에 발생한 옐로스톤 칼데라의 용암천 분출은 약 1,000 세제곱킬로미터 (240 cu mi)의 암석, 먼지 및 화산재를 대기 중으로 분출했다. 이는 옐로스톤의 세 번째이자 가장 최근의 칼데라 형성 분출이었다.
옐로스톤 고원의 고도는 매년 150 mm씩 빠르게 상승하고 있으며, 이는 마그마굄 압력 변화의 간접적인 측정치로 지질학자들은 이를 면밀히 모니터링한다.
2004년부터 2008년까지 옐로스톤 칼데라 바닥의 상승 속도는 연간 거의 75 mm로, 1923년 측정 시작 이래 관찰된 것 중 세 배 이상 빨랐다. 2004년부터 2008년까지 칼데라 내 지표면은 화이트 레이크 GPS 관측소에서 최대 20 cm 상승했다. 2010년 1월, 미국 지질조사국은 "옐로스톤 칼데라의 융기가 상당히 둔화되었다"고 밝혔으며 융기는 계속되지만 더 느린 속도로 진행되고 있다. 미국 지질조사국, 유타 대학교 및 국립공원관리청 과학자는 옐로스톤 화산 관측소와 함께 "예측 가능한 미래에 옐로스톤에서 또 다른 격변적 분출이 발생할 증거는 보이지 않는다. 이러한 사건의 재발 주기는 규칙적이지도 예측 가능하지도 않다"고 주장한다. 이 결론은 2013년 12월 유타 대학교 과학자들의 "옐로스톤 지하 마그마체의 크기가 이전에 생각했던 것보다 훨씬 크다"는 연구 발표 이후 다시 강조되었다. 옐로스톤 화산 관측소는 웹사이트에 다음과 같은 성명을 발표했다.

흥미롭긴 하지만, 새로운 발견은 옐로스톤의 지질학적 위험 증가를 의미하지 않으며, 가까운 미래에 "초화산 분출" 가능성을 확실히 높이지도 않는다. 일부 언론 보도와 달리, 옐로스톤은 초화산 분출이 "예정된" 상태가 아니다.

언론 보도는 더 과장된 내용을 담고 있었다.
미국 지질학회의 월간 뉴스 및 과학 잡지인 GSA 투데이에 발표된 연구에 따르면, 미래 분출이 가장 집중될 가능성이 있는 세 가지 단층대가 확인되었다. 이 중 두 지역은 17만 4천 년~7만 년 전의 용암류와 관련이 있으며, 세 번째 지역은 현재의 지진 활동의 중심이다.
2017년, NASA는 화산 폭발을 막을 가능성을 판단하기 위한 연구를 수행했다. 그 결과 마그마굄을 35% 냉각시키면 그러한 사건을 막기에 충분하다는 것을 시사했다. NASA는 지하 10킬로미터에 고압의 물을 주입할 것을 제안했다. 순환하는 물은 지표면에서 열을 방출하며, 이는 지열 발전원으로 사용될 수 있다. 이 계획이 시행된다면 약 34억 6천만 달러가 소요될 것이다. 하지만 제트추진연구소의 브라이언 윌콕스는 그러한 프로젝트가 만약 챔버 상단을 뚫는다면 우발적으로 분출을 유발할 수 있다고 언급한다.
2013년 지진 데이터 분석에 따르면, 마그마굄은 길이 80 km, 너비 20 km이다. 또한 지하 부피는 4,000 km3 (960 cu mi)이며, 이 중 6~8%가 용융암으로 채워져 있다. 이는 과학자들이 이전에 상상했던 것보다 약 2.5배 더 크다. 그러나 과학자들은 마그마굄에 있는 용융암의 비율이 너무 낮아 또 다른 초화산 분출을 일으킬 수 없다고 믿는다.
2017년 10월, 애리조나 주립 대학교의 연구에 따르면 옐로스톤의 마지막 초화산 분출 이전에 마그마가 두 번의 큰 유입으로 마그마굄으로 급증했다. 옐로스톤 용암의 결정 분석 결과, 마지막 초화산 분출 이전에 마그마굄이 급격한 온도 상승과 조성 변화를 겪었다. 분석 결과, 옐로스톤의 마그마 저장소는 화산학자들이 원래 생각했던 수세기 대신 불과 수십 년 내에 분출 능력을 달성하고 초화산 분출을 촉발할 수 있음이 나타났다.

### 열수 폭발

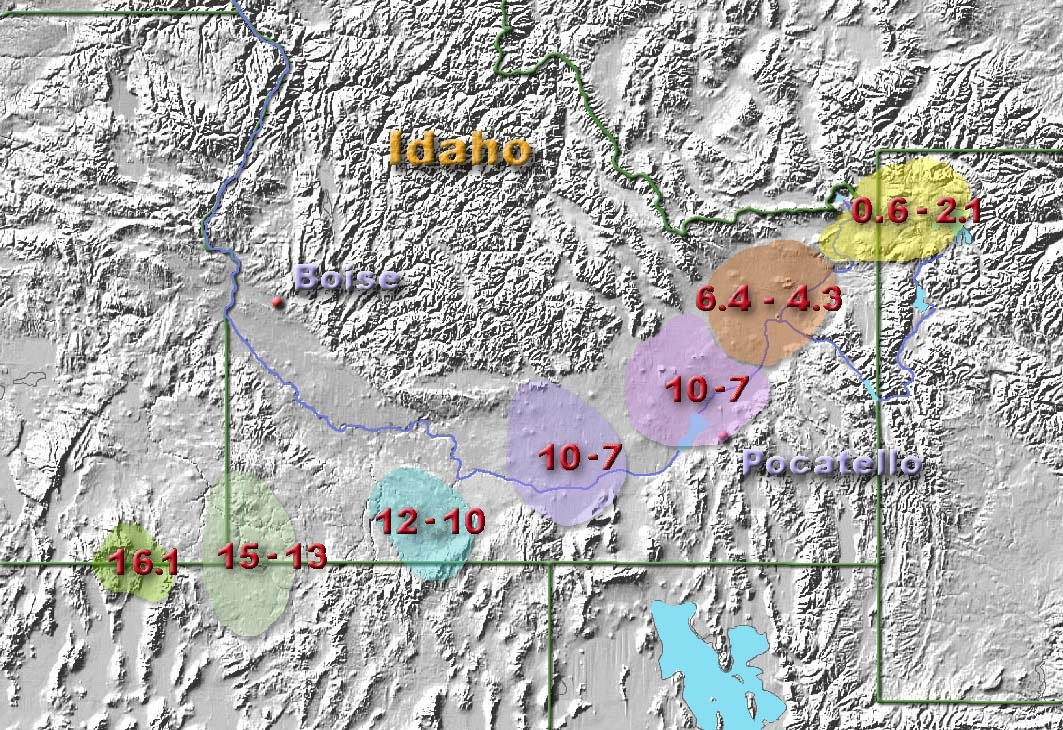
지난 1,600만 년 동안 옐로스톤 열점의 경로

화산 분출과 계속되는 지열 활동은 칼데라 표면 아래에 위치한 거대한 마그마굄 이동의 결과이다. 이 플룸 내 마그마에는 엄청난 압력으로 용해되어 있는 가스가 포함되어 있다. 만약 어떤 지질학적 변화에 의해 압력이 충분히 낮아지면, 가스 중 일부가 거품을 내어 마그마가 팽창하게 된다. 이는 연쇄 반응을 일으킬 수 있다. 만약 팽창이 예를 들어 챔버 상단의 지각 물질을 날려버림으로써 추가적인 압력 하강으로 이어진다면 그 결과는 매우 큰 가스 폭발이 된다.
연구 및 분석에 따르면, 더 큰 위험은 화산 활동과 독립적으로 발생하는 열수 활동에서 비롯된다. 지난 14,000년 동안 20개 이상의 대형 분화구가 생성되어 메리 베이, 터비드 호수, 기원전 1300년경의 분출로 생성된 인디언 연못과 같은 지형이 형성되었다.
2003년 보고서에서, 미국 지질조사국 연구원들은 지진이 옐로스톤 호수에서 77백만 세제곱피트 (2,200,000 m3; 580,000,000 US gal) 이상의 물을 이동시켜 거대한 파도를 일으켰고, 이로 인해 덮여 있던 지열 시스템이 봉인 해제되어 메리 베이를 형성한 열수 폭발이 발생했을 수 있다고 제안했다.
추가 연구에 따르면, 매우 먼 거리의 지진도 옐로스톤의 활동에 영향을 미친다. 예를 들어, 1992년 캘리포니아주 모하비 사막에서 발생한 규모 M7.3의 1992년 랜더스 지진은 1,300 km 이상 떨어진 곳에서 지진 군발을 유발했고, 2002년 알래스카주에서 3,200 km 떨어진 곳에서 발생한 규모 7.9의 2002년 데날리 지진은 수개월 동안 많은 간헐천과 온천의 활동을 변화시켰다.
2016년, 미국 지질조사국은 이 지역의 열수 활동을 공급하는 지하 시스템을 매핑할 계획을 발표했다. 연구원들에 따르면, 이 지도는 또 다른 분출이 언제 발생할지 예측하는 데 도움이 될 수 있다.

## 문화적 의의

### IUGS 지질유산 지역
국제지질과학연합 (IUGS)은 2022년 10월에 발행된 목록에서 옐로스톤 칼데라가 "과거의 폭발적인 화산 분출과 용암류, 그리고 세계적인 열수 시스템으로 잘 알려져 있다"는 점을 인정하여 "옐로스톤 화산 및 열수 시스템"을 전 세계 100개 지질유산 지역 목록에 포함했다. 이 기구는 IUGS 지질유산 지역을 "국제적인 과학적 중요성을 지닌 지질학적 요소 및 과정을 지닌 핵심 장소로, 참고 자료로 사용되거나 역사적으로 지질 과학 발전에 상당한 기여를 한 곳"으로 정의한다.

## 같이 보기
- 아이슬란드 열점 및 아이슬란드 플룸
- 타우포호
- 토바호
- 롱 밸리 칼데라, 바예스 칼데라, 라가리타 칼데라
- 토바 대재앙 이론

## 참고 문헌
- Manley, C. R.; McIntosh, W. C. (2002). 〈The Juniper Mountain volcanic center, Owyhee County, southwestern Idaho: Age relations and physical volcanology〉.   Bonnichsen, Bill; White, C. M.; McCurry, Michael. 《Tectonic and Magmatic Evolution of the Snake River Plain Volcanic Province》. Bulletin 30. Idaho Geological Survey. 205–227쪽.
- Morgan, Lisa A.; Shanks, W. C. Pat III (2005). “Influences of Rhyolitic Lava Flows on Hydrothermal Processes in Yellowstone Lake and on the Yellowstone Plateau”. 《Geothermal Biology and Geochemistry in YNP》. Montana State University. 2025년 2월 15일에 확인함.
- Christiansen, Robert L.; Lowenstern, Jacob B.; Smith, Robert B.; Heasler, Henry; Morgan, Lisa A.; Nathenson, Manuel; Mastin, Larry G.; Muffler, L.J. Patrick; Robinson, Joel E. (2007). 《Preliminary Assessment of Volcanic and Hydrothermal Hazards in Yellowstone National Park and Vicinity》. 《Open-File Report》. doi:10.3133/ofr20071071. ISSN 2331-1258.

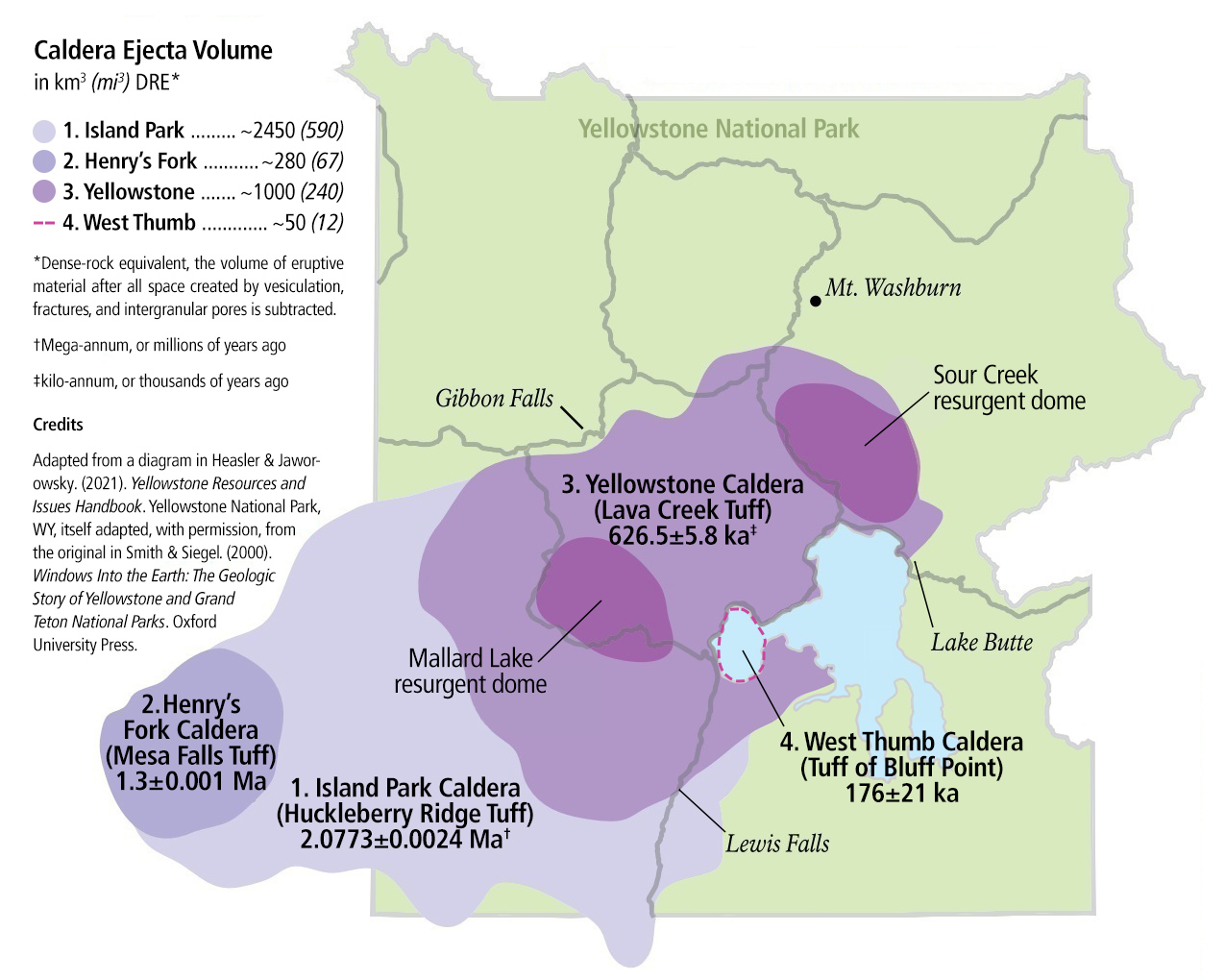
옐로스톤은 겹쳐진 네 개의 칼데라 위에 있다 (미국 국립공원관리청).

- Obradovich, J. D. (1992). Geochronology of the Late Cenozoic volcanism of Yellowstone National Park and adjoining areas, Wyoming and Idaho (보고서). Open-File Report. U.S. Geological Survey. doi:10.3133/ofr92408. 2025년 2월 15일에 확인함.
- Pritchard, Chad J.; Larson, Peter B. (2012년 3월 16일). 《Genesis of the post-caldera eastern Upper Basin Member rhyolites, Yellowstone, WY: from volcanic stratigraphy, geochemistry, and radiogenic isotope modeling》. 《Contributions to Mineralogy and Petrology》 164. 205–228쪽. doi:10.1007/s00410-012-0733-9. ISSN 0010-7999.
- Till, Christy B.; Vazquez, Jorge A.; Stelten, Mark E.; Shamloo, Hannah I.; Shaffer, Jamie S. (2019). 《Coexisting Discrete Bodies of Rhyolite and Punctuated Volcanism Characterize Yellowstone's Post‐Lava Creek Tuff Caldera Evolution》. 《Geochemistry, Geophysics, Geosystems》 20. 3861–3881쪽. doi:10.1029/2019gc008321. ISSN 1525-2027.
- Nastanski, Nicole Marie (2005). 《Petrogenesis of extracaldera rhyolites at Yellowstone volcanic field: Evidence for an evolving silicic magma system north of Yellowstone Caldera》 (Master's thesis). University of Nevada, Las Vegas. 2025년 2월 15일에 확인함.
- Perkins, Michael E.; Nash, Barbara P. (2002년 3월 1일). 《Explosive silicic volcanism of the Yellowstone hotspot: The ash fall tuff record》. 《GSA Bulletin》 114. 367–381쪽. doi:10.1130/0016-7606(2002)114<0367:ESVOTY>2.0.CO;2. ISSN 0016-7606.
- Westgate, J. A.; Christiansen, E. A.; Boellstorff, J. D. (1977). 《Wascana Creek Ash (Middle Pleistocene) in southern Saskatchewan: characterization, source, fission track age, palaeomagnetism and stratigraphic significance》. 《Canadian Journal of Earth Sciences》 14. 357–374쪽. doi:10.1139/e77-037. ISSN 0008-4077.
- Sarna-Wojcicki, Andrei M.; Davis, Jonathan O. (1991년 1월 1일),  Morrison, Roger B., 편집., “Quaternary tephrochronology”, 《Quaternary Nonglacial Geology: Conterminous U.S.》 (Geological Society of America) K–2, 0쪽, doi:10.1130/dnag-gna-k2.93, ISBN 978-0-8137-5461-1, 2025년 1월 30일에 확인함
- Henderson, Stacy (2023년 11월 20일). “The Mystery of Flagg Ranch, OR, the case of the unknown ignimbrite”. Yellowstone Volcano Observatory. 2025년 1월 29일에 확인함.
- 마이어스, 매디슨; 헨더슨, 스테이시; 살라자르, 레이먼드; 윌슨, 콜린 J N; 핀치, 헤일리; 브라운, 토마스 (2024년 12월 11일). 《A chronostratigraphic reassessment of the Lava Creek Tuff, Yellowstone》. 미국 지질물리학회 가을 회의. 샌프란시스코, 캘리포니아.
- U.S. Geological Survey, Volcano Science Center (2024). Yellowstone Volcano Observatory 2023 annual report (보고서). Circular. Reston, VA: U.S. Geological Survey. 49쪽. doi:10.3133/cir1524.
- Matthews, Naomi E.; Vazquez, Jorge A.; Calvert, Andrew T. (2015). 《Age of the Lava Creek supereruption and magma chamber assembly at Yellowstone based on 40Ar/39Ar and U-Pb dating of sanidine and zircon crystals》. 《Geochemistry, Geophysics, Geosystems》 (영어) 16. 2508–2528쪽. doi:10.1002/2015GC005881. ISSN 1525-2027.
- Stelten, Mark E.; Champion, Duane E.; Kuntz, Mel A. (2018년 1월 15일). 《The timing and origin of pre- and post-caldera volcanism associated with the Mesa Falls Tuff, Yellowstone Plateau volcanic field》. 《Journal of Volcanology and Geothermal Research》 350. 47–60쪽. doi:10.1016/j.jvolgeores.2017.12.002. ISSN 0377-0273.
- Troch, Juliana; Ellis, Ben S.; Mark, Darren F.; Bindeman, Ilya N.; Kent, Adam J. R.; Guillong, Marcel; Bachmann, Olivier (2017년 1월 23일). 《Rhyolite Generation prior to a Yellowstone Supereruption: Insights from the Island Park–Mount Jackson Rhyolite Series》. 《Journal of Petrology》. egw071쪽. doi:10.1093/petrology/egw071. hdl:20.500.11850/197283. ISSN 0022-3530.
- Anders, Mark H. (1994). 《Constraints on North American plate velocity from the Yellowstone hotspot deformation field》. 《Nature》 (영어) 369. 53–55쪽. doi:10.1038/369053a0. ISSN 1476-4687.
- Balsley, Steven D.; Gregory, Robert T. (1998년 10월 1일). 《Low-18O silicic magmas: why are they so rare?》. 《Earth and Planetary Science Letters》 162. 123–136쪽. doi:10.1016/S0012-821X(98)00161-7. ISSN 0012-821X.
- Camp, Victor; Wells, Ray (2021). 《The Case for a Long-Lived and Robust Yellowstone Hotspot》. 《GSA Today》 31. 4–10쪽. doi:10.1130/gsatg477a.1. ISSN 1052-5173.
- Christiansen, E. H.; McCurry, M. O.; Champion, D. E.; Bolte, T.; Holtz, F.; Knott, T.; Branney, M. J.; Shervais, J. W. (2013년 12월 1일). 《Rhyolites in the Kimberly Drill Core, Project Hotspot: First Intracaldera Ignimbrite from the Central Snake River Plain, Idaho?》. 《Fall Meeting 2013》 2013 (American Geophysical Union). V53E–05쪽.
- Christiansen, Robert L. (2001). 《The Quaternary and Pliocene Yellowstone Plateau volcanic field of Wyoming, Idaho, and Montana》. 《Professional Paper》 (영어). doi:10.3133/pp729G. ISSN 2330-7102.
- Christiansen, Robert L.; Foulger, G. R.; Evans, John R. (2002). 《Upper-mantle origin of the Yellowstone hotspot》. 《Geological Society of America Bulletin》 114. 1245–1256쪽. Bibcode:2002GSAB..114.1245C. doi:10.1130/0016-7606(2002)114<1245:UMOOTY>2.0.CO;2.
- Faccenna, Claudio; Becker, Thorsten W.; Lallemand, Serge; Lagabrielle, Yves; Funiciello, Francesca; Piromallo, Claudia (2010년 10월 15일). 《Subduction-triggered magmatic pulses: A new class of plumes?》. 《Earth and Planetary Science Letters》 299. 54–68쪽. doi:10.1016/j.epsl.2010.08.012. ISSN 0012-821X.
- Henry, Christopher D.; Castor, Stephen B.; Starkel, William A.; Ellis, Ben S.; Wolff, John A.; Laravie, Joseph A.; McIntosh, William C.; Heizler, Matthew T. (2017년 7월 17일). 《Geology and evolution of the McDermitt caldera, northern Nevada and southeastern Oregon, western USA》. 《Geosphere》 13. 1066–1112쪽. doi:10.1130/ges01454.1. hdl:20.500.11850/225749. ISSN 1553-040X.
- Izett, Glen A. (1981). 《Volcanic ash beds: Recorders of Upper Cenozoic silicic pyroclastic volcanism in the western United States》. 《Journal of Geophysical Research: Solid Earth》 (영어) 86. 10200–10222쪽. doi:10.1029/JB086iB11p10200. ISSN 2156-2202.
- Izett, G. A.; Wilcox, R. E. (1982). “Map Showing Localities and Inferred Distributions of the Huckleberry Ridge, Mesa Falls, and Lava Creek Ash Beds of Pliocene and Pleistocene Age in the Western United States and Southern Canada”. U.S. Geological Survey. 2025년 1월 12일에 확인함.
- Johnston, Stephen T.; Jane Wynne, P.; Francis, Don; Hart, Craig J. R.; Enkin, Randolph J.; Engebretson, David C. (1996년 11월 1일). 《Yellowstone in Yukon: The Late Cretaceous Carmacks Group》. 《Geology》 24. 997–1000쪽. doi:10.1130/0091-7613(1996)024<0997:YIYTLC>2.3.CO;2. ISSN 0091-7613.
- King, Scott D. (2007년 3월 1일). 《Hotspots and edge-driven convection》. 《Geology》 35. 223–226쪽. doi:10.1130/G23291A.1. ISSN 0091-7613.
- Long, Maureen D.; Till, Christy B.; Druken, Kelsey A.; Carlson, Richard W.; Wagner, Lara S.; Fouch, Matthew J.; James, David E.; Grove, Timothy L.; Schmerr, Nicholas; Kincaid, Chris (2012). 《Mantle dynamics beneath the Pacific Northwest and the generation of voluminous back‐arc volcanism》. 《Geochemistry, Geophysics, Geosystems》 13. doi:10.1029/2012gc004189. hdl:1721.1/85588. ISSN 1525-2027.
- National Park Service. “기븐 폭포”. National Park Service. 2025년 1월 12일에 확인함.
- Neace, T. F. (1986). 《Eruptive style, emplacement, and lateral variations of the Mesa Falls Tuff, Island Park, Idaho, as shown by detailed volcanic stratigraphy and pyroclastic studies》 (학위논문). Pocatello: Idaho State University.
- Nelson, Peter L.; Grand, Stephen P. (2018). 《Lower-mantle plume beneath the Yellowstone hotspot revealed by core waves》. 《Nature Geoscience》 11. 280–284쪽. doi:10.1038/s41561-018-0075-y. ISSN 1752-0908.
- Perkins, Michael E.; Nash, William P.; Brown, Francis H.; Fleck, Robert J. (1995년 12월 1일). 《Fallout tuffs of Trapper Creek, Idaho—A record of Miocene explosive volcanism in the Snake River Plain volcanic province》. 《GSA Bulletin》 107. doi:10.1130/0016-7606(1995)107<1484:FTOTCI>2.3.CO;2. ISSN 0016-7606.
- Phillips, William M.; Garwood, Dean L.; Feeney, Dennis M. (2014). “Geologic Map of the Salmon Quadrangle, Lemhi County, Idaho”. Idaho Geological Survey. 2025년 1월 12일에 확인함.
- Richards, Mark A.; Duncan, Robert A.; Courtillot, Vincent E. (1989년 10월 6일). 《Flood Basalts and Hot-Spot Tracks: Plume Heads and Tails》. 《Science》 246. 103–107쪽. doi:10.1126/science.246.4926.103.
- Rivera, Tiffany A.; Darata, Rachel; Lippert, Peter C.; Jicha, Brian R.; Schmitz, Mark D. (2017년 12월 1일). 《The duration of a Yellowstone super-eruption cycle and implications for the age of the Olduvai subchron》. 《Earth and Planetary Science Letters》 479. 377–386쪽. doi:10.1016/j.epsl.2017.08.027. ISSN 0012-821X.
- Rivera, Tiffany A.; Furlong, Ryan; Vincent, Jaime; Gardiner, Stephanie; Jicha, Brian R.; Schmitz, Mark D.; Lippert, Peter C. (2018). 《Volcanism at 1.45 Ma within the Yellowstone Volcanic Field, United States》. 《Journal of Volcanology and Geothermal Research》 357. 224–238쪽. doi:10.1016/j.jvolgeores.2018.04.030. ISSN 0377-0273.
- Rivera, Tiffany A.; Schmitz, Mark D.; Jicha, Brian R.; Crowley, James L. (2016년 10월 29일). 《Zircon Petrochronology and40Ar/39Ar Sanidine Dates for the Mesa Falls Tuff: Crystal-scale Records of Magmatic Evolution and the Short Lifespan of a Large Yellowstone Magma Chamber》. 《Journal of Petrology》. egw053쪽. doi:10.1093/petrology/egw053. ISSN 0022-3530.
- Sarna-Wojcicki, A. M.; Morrison, S. D.; Meyer, C. E.; Hillhouse, J. W. (1987년 2월 1일). 《Correlation of upper Cenozoic tephra layers between sediments of the western United States and eastern Pacific Ocean and comparison with biostratigraphic and magnetostratigraphic age data》. 《GSA Bulletin》 98. 207–223쪽. doi:10.1130/0016-7606(1987)98<207:COUCTL>2.0.CO;2. ISSN 0016-7606.
- Sarna-Wojcicki, Andrei M.; Knott, Jefferey R.; Westgate, John A.; Budahn, James R.; Barron, John; Bray, Colin J.; Ludvigson, Greg A.; Meyer, Charles E.; Miller, David M.; Otto, Rick E.; Pearce, Nicholas J.G.; Smith, Charles C.; Walkup, Laura C.; Wan, Elmira; Yount, James (2023년 7월 20일). 《Ibex Hollow Tuff from ca. 12 Ma supereruption, southern Idaho, identified across North America, eastern Pacific Ocean, and Gulf of Mexico》. 《Geosphere》 19. 1476–1507쪽. doi:10.1130/GES02593.1. ISSN 1553-040X.
- Singer, Brad S.; Jicha, Brian R.; Condon, Daniel J.; Macho, Alexandra S.; Hoffman, Kenneth A.; Dierkhising, Joseph; Brown, Maxwell C.; Feinberg, Joshua M.; Kidane, Tesfaye (2014년 11월 1일). 《Precise ages of the Réunion event and Huckleberry Ridge excursion: Episodic clustering of geomagnetic instabilities and the dynamics of flow within the outer core》. 《Earth and Planetary Science Letters》 405. 25–38쪽. doi:10.1016/j.epsl.2014.08.011. ISSN 0012-821X.
- Swallow, Elliot J.; Wilson, Colin J. N.; Myers, Madison L.; Wallace, Paul J.; Collins, Katie S.; Smith, Euan G. C. (2018년 3월 29일). 《Evacuation of multiple magma bodies and the onset of caldera collapse in a supereruption, captured in glass and mineral compositions》. 《Contributions to Mineralogy and Petrology》 (영어) 173. 33쪽. doi:10.1007/s00410-018-1459-0. ISSN 1432-0967.
- Swallow, Elliot J; Wilson, Colin J N; Charlier, Bruce L A; Gamble, John A (2019년 6월 28일). 《The Huckleberry Ridge Tuff, Yellowstone: evacuation of multiple magmatic systems in a complex episodic eruption》. 《Journal of Petrology》 60. 1371–1426쪽. doi:10.1093/petrology/egz034. hdl:10468/8257. ISSN 0022-3530.
- USGS (2021년 2월 14일). “The Other Volcanic Range in the Yellowstone Region: The Absarokas”. 《USGS》. United States Geological Survey. 2025년 1월 10일에 확인함.
- Watts, Kathryn E.; Bindeman, Ilya N.; Schmitt, Axel K. (2011년 5월 1일). 《Large-volume Rhyolite Genesis in Caldera Complexes of the Snake River Plain: Insights from the Kilgore Tuff of the Heise Volcanic Field, Idaho, with Comparison to Yellowstone and Bruneau–Jarbidge Rhyolites》. 《Journal of Petrology》 52. 857–890쪽. doi:10.1093/petrology/egr005. ISSN 0022-3530.
- Wilson, C. J. (2009년 12월 1일). 《Physical Volcanology of the Huckleberry Ridge Tuff》. 《American Geophysical Union》 2009. V23C–2085쪽.
- Wilson, Colin J.N. (2017년 2월 1일). 《Volcanoes: Characteristics, Tipping Points, and those Pesky Unknown Unknowns》. 《Elements》 13. 41–46쪽. doi:10.2113/gselements.13.1.41. ISSN 1811-5209.
- Wilson, Colin J. N.; Stelten, Mark E.; Lowenstern, Jacob B. (2018년 5월 16일). 《Contrasting perspectives on the Lava Creek Tuff eruption, Yellowstone, from new U–Pb and 40Ar/39Ar age determinations》. 《Bulletin of Volcanology》 (영어) 80. 53쪽. doi:10.1007/s00445-018-1229-x. ISSN 1432-0819.
- Wotzlaw, Jörn-Frederik; Bindeman, Ilya N.; Stern, Richard A.; D’Abzac, Francois-Xavier; Schaltegger, Urs (2015년 9월 10일). 《Rapid heterogeneous assembly of multiple magma reservoirs prior to Yellowstone supereruptions》. 《Scientific Reports》 5. doi:10.1038/srep14026. hdl:20.500.11850/104434. ISSN 2045-2322. PMC 4564848.
- Yellowstone Volcano Observatory (2023). Yellowstone Volcano Observatory 2022 Annual Report (보고서). Circular. U.S. Geological Survey. 2025년 1월 11일에 확인함.
- Zhou, Ying (2018). 《Anomalous mantle transition zone beneath the Yellowstone hotspot track》. 《Nature Geoscience》 11. 449–453쪽. doi:10.1038/s41561-018-0126-4. ISSN 1752-0908.

## 더 읽어보기
- Bennington, N.; Schultz, A.; Bedrosian, P.; E.;  외. (2025년 1월 2일). 《The progression of basaltic–rhyolitic melt storage at Yellowstone Caldera》. 《Nature》 637. 97–102쪽. doi:10.1038/s41586-024-08286-z. ISSN 0028-0836.
- Breining, Greg (2007). 《Super Volcano: The Ticking Time Bomb beneath Yellowstone National Park》. 세인트폴, 미네소타주: 보야저 프레스. ISBN 978-0-7603-2925-2. 옐로스톤 지역의 지질학적 과거와 잠재적 미래에 대한 대중 과학적 시각.
- Sutherland, Wayne; Sutherland, Judy (2003). 《Yellowstone Farewell》. 스퍼 릿지. 현직 와이오밍 지질학자가 쓴 옐로스톤 칼데라 분출에 대한 소설. 서부 와이오밍의 지질학에 대한 풍부한 기술적 세부 사항 포함.
- Vazquez, J. A.; Reid, M. R. (2002). 《Time scales of magma storage and differentiation of voluminous rhyolites at Yellowstone caldera》. 《Contributions to Mineralogy and Petrology》 144 (와이오밍주). 274–285쪽. Bibcode:2002CoMP..144..274V. doi:10.1007/s00410-002-0400-7. S2CID 109927088.